# Copidosoma subalbicorne
Copidosoma subalbicorne är en stekelart som först beskrevs av Hoffer 1960.  Copidosoma subalbicorne ingår i släktet Copidosoma och familjen sköldlussteklar. Arten är reproducerande i Sverige. Inga underarter finns listade i Catalogue of Life.